# بيرسي ماي
بيرسي ماي (13 مارس 1884 في المملكة المتحدة - 6 ديسمبر 1965 في المملكة المتحدة) (بالإنجليزية: Percy May)‏ هو لاعب كريكت بريطاني (وحمل سابقاً جنسية المملكة المتحدة لبريطانيا العظمى وأيرلندا). لعب مع نادي مقاطعة سري للكريكت ‏ وLondon County Cricket Club ‏ ونادي جامعة كامبريدج للكريكيت ‏.

## وصلات خارجية
- بيرسي ماي على موقع إي آس بي آن كريك إنفو (الإنجليزية)